# Liga Obrony Praw Człowieka i Obywatela
Liga Obrony Praw Człowieka i Obywatela – organizacja społeczna w II Rzeczypospolitej, założona w 1921 przez Witolda Giełżyńskiego, Stanisława Patka, Stanisława Posnera, Stanisława Thugutta i innych w celu obrony swobód demokratycznych i przeciwdziałania wszelkiemu uciskowi i nietolerancji. W latach 30. stała się organizacją o profilu antyfaszystowskim, odegrała ważną rolę w kampanii o amnestię dla więźniów politycznych (1935). Organizowała protesty przeciwko dyskryminacji narodowościowej, masowym procesom politycznym, Berezie Kartuskiej, łamaniu swobód demokratycznych, pacyfikacjom w Małopolsce Wschodniej. Współdziałała z Czerwoną Pomocą w Polsce. W listopadzie 1937 została rozwiązana przez sanacyjne władze państwowe pod zarzutem przekroczenia uprawnień statutowych.

## Działacze
Czołowi działacze: Andrzej Strug, Wacław Barcikowski, Irena Kosmowska, Teodor Duracz, Zygmunt Szymanowski, Władysława Weychert-Szymanowska, Julian Maliniak, Dorota Kłuszyńska, Halina Krahelska, Wanda Wasilewska i inni. W Zagłębiu Dąbrowskim byli to: Tadeusz Michejda, Witold Wyspiański i inni.